# 54a Mostra Internacional de Cinema de Venècia
La 54a Mostra Internacional de Cinema de Venècia es va celebrar entre el 27 d'agost i el 6 de setembre de 1997. Fou la primera edició dirigida per Felice Laudadio.

## Jurat
El jurat de la Mostra de 1997 va estar format per:
- Jane Campion (Nova Zelanda) (president)
- Ronald Bass (EUA)
- Véra Belmont (França)
- Peter Buchka (Alemanya) (crític)
- Nana Dzhordzhadze (Geòrgia)
- Idrissa Ouedraogo (Burkina Faso)
- Charlotte Rampling (GB)
- Shinya Tsukamoto (Japó)
- Francesco Rosi (Itàlia)
- Marco Bellocchio (Itàlia) (curtmetratges) (president)
- Clare Peploe (GB) (curtmetratges)
- Olivier Assayas (França) (curtmetratges)

## Selecció oficial

### En competició
| Títol original                | Director(s)                                                                           | País de producció           |
| ----------------------------- | ------------------------------------------------------------------------------------- | --------------------------- |
| A ciegas                      | Daniel Calparsoro                                                                     | Espanya                     |
| Chinese Box                   | Wayne Wang                                                                            | Estats Units                |
| Nettoyage à sec               | Anne Fontaine                                                                         | França                      |
| Hana-bi                       | Takeshi Kitano                                                                        | Japó                        |
| Ovosodo                       | Paolo Virzì                                                                           | Itàlia                      |
| The Informant                 | Jim McBride                                                                           | Estats Units/ Irlanda       |
| You hua hao hao shuo          | Yimou Zhang                                                                           | R.P. de la Xina             |
| Historie milosne              | Jerzy Stuhr                                                                           | Polònia                     |
| Niagara, Niagara              | Bob Gosse                                                                             | Estats Units/ Canadà        |
| One Night Stand               | Mike Figgis                                                                           | Estats Units                |
| Ossos                         | Pedro Costa                                                                           | Portugal/ França/ Dinamarca |
| A Ostra e o Vento             | Walter Lima Jr.                                                                       | Brasil                      |
| Giro di lune tra terra e mare | Giuseppe M. Gaudino                                                                   | Itàlia/ Alemanya            |
| Le Septième ciel              | Benoît Jacquot                                                                        | França                      |
| Vor                           | Pàvel Txukhrai                                                                        | Rússia                      |
| I vesuviani                   | Pappi Corsicato, Antonio Capuano, Antonietta de Lillo, Stefano Incerti, Mario Martone | Itàlia                      |
| Combat de fauves              | Benoit Lamy                                                                           | Bèlgica/ Alemanya/ França   |
| The Winter Guest              | Alan Rickman                                                                          | Regne Unit                  |

## Seccions autònomes

### Setmana de la Crítica del Festival de Cinema de Venècia
Les següents pel·lícules foren exhibides com en competició per a aquesta secció:
- Fasl-e panjom (La cinquena estació) de Rafi Pitts
- Gummo de Harmony Korine
- Marie Baie des Anges de Manuel Pradal
- Masumiyet (Innocència) de Zeki Demirkubuz
- Swara Mandal de Rajan Khosa
- Tano da morire de Roberta Torre
- Unmade Beds de Nicholas Barker

## Premis
- Lleó d'Or:
  - Hana-bi (Takeshi Kitano)
- Premi Especial del Jurat:
  - Ovosodo (Paolo Virzi)
- Premi Osella:

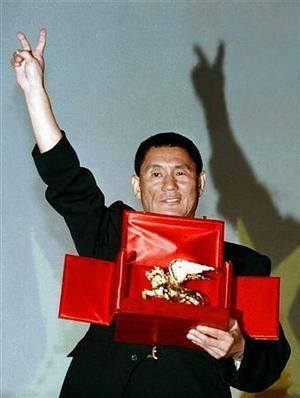
Takeshi Kitano, guanyador del Lleó d'Or

  - Millor Guió Original: Nettoyage à sec (Gilles Taurand)
  - Millor Fotografia: Ossos (Emmanuel Machuel)
  - Millor Música Original: Chinese Box (Graeme Revell)
- Copa Volpi:
  - Millor Actor: Wesley Snipes (One Night Stand)
  - Millor Actriu: Robin Tunney (Niagara, Niagara)
- Medalla d'Or del President del Senat Italià:
  - Vor (Pàvel Txukhrai)
- Premi Luigi de Laurentiis:
  - Tano da morire (Roberta Torre)
- Lleó d'Or a la carrera:
  - Gérard Depardieu
  - Stanley Kubrick
  - Alida Valli
- Premi del Jurat Internacional de la Joventut:
  - Vor (Pàvel Txukhrai)
- Premi FIPRESCI:
  - Historie Milosne (Jerzy Stuhr)
  - Twenty Four Seven (Shane Meadows)
- Premi FIPRESCI - Menció honorífica:
  - Harmony Korine (Gummo)
- Premi OCIC:
  - The Winter Guest (Alan Rickman)
- Premi OCIC - Menció honorífica:
  - Jerzy Stuhr (Historie Milosne)
  - Nouri Bouzid (Bent Familia)
- Premi UNICEF:
  - Vor (Pàvel Txukhrai)
- Premi UNESCO:
  - La strana storia di Banda Sonora (Francesca Archibugi)
- Premi Pasinetti:
  - Millor Pel·lícula: Giro di lune tra terra e mare
  - Millor Actor: Edoardo Gabbriellini Ovosodo
  - Millor Actriu: Emma Thompson The Winter Guest
- Premi Pietro Bianco:
  - Bernardo Bertolucci
- Premi Isvema:
  - Giro di lune tra terra e mare (Giuseppe M. Gaudino)
- Premi FEDIC:
  - Tano da morire (Roberta Torre)
- Premi FEDIC - Menció honorífica:
  - Amleto... frammenti (Bruno Bigoni
- Petit Lleó d'Or:
  - Ovosodo (Paolo Virzi)
- Premi Anicaflash:
  - Historie Milosne (Jerzy Stuhr)
- Premi Elvira Notari:
  - Bent Familia (Nouri Bouzid)
- Premi Bastone Bianco:
  - Alors voilà (Michel Piccoli)
- Premi Sergio Trasatti:
  - Historie Milosne (Jerzy Stuhr)
  - In memoriam Gyöngyössy Imre (Barna Kabay)
- Premi CinemAvvenire:
  - The Winter Guest (Alan Rickman)
- Premi Enzo Serafin:
  - Ovosodo (Italo Petriccione)
- Premi Kodak:
  - Tano da morire (Roberta Torre)